# Villa Aurelia
Villa Aurelia è una storica residenza liberty nell'antico Borgo di Lierna sul lago di Como, che guarda sul promontorio di Bellagio, al confine con Varenna.

## Storia
Villa Aurelia, è detta anche Villa Besana dal nome del suo architetto, che la realizzò nel 1921.
Sono diversi i vip internazionali che hanno provato ad acquistare Villa Aurelia, per lungo tempo senza successo negli ultimi 20 anni, tra cui Sylvester Stallone e George Clooney. Sembra da rumor non ufficiali e riservati che George Clooney abbia tentato di offrire oltre 110 milioni di dollari nel 2018, ma la sua offerta è stata respinta dalla storica famiglia del proprietario che ha considerato la cifra troppo bassa.

## Descrizione
Villa Aurelia ha pianta rettangolare, con la facciata rivolta verso il lago dove si notano elementi eclettici e memorie liberty con torri, terrazzi e logge collegate al corpo principale scandito da monofore e cieche. Il cotto predomina invece sul fronte verso la strada. L'interno della Villa di Lierna contiene vari elementi dell'Art Nouveau, ferro battuto e preziose vetrate artistiche.
La villa, in stile Art Noveau con elementi medievali, che caratterizzano il vicino Castello e tutto l'antico borgo di Lierna, presenta uno sfrenato stile eclettico, ricco di citazioni e temi sovrapposti. Gli elementi liberty si intrecciano all'impianto medioevale con un intenso sovrapporsi e contrasti cromatici.

### Parco
La villa è circondata da un vasto parco e lungo il lago si trovano due darsene in pietra.
Il giardino si apre dopo il cancello e, realizzato nello stesso stile eclettico della villa, presenta varietà che lo rendono un giardino botanico; alcune essenze arboree molto rare accompagnano i viali pedonali.